# Sprite (raio)

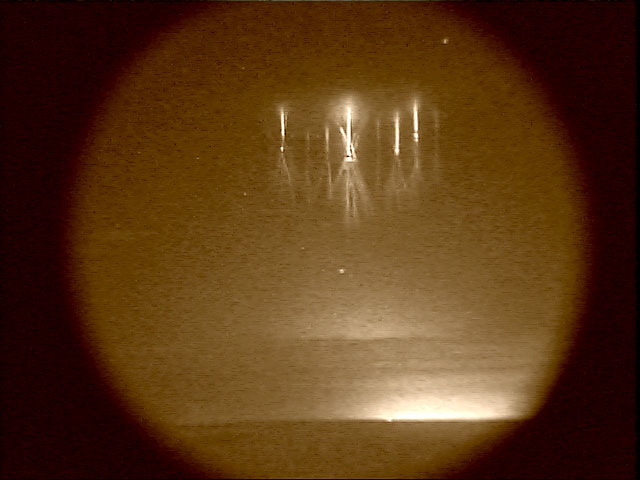
Fotografia em tons de sépia de sprites. A origem desta imagem é desconhecida.

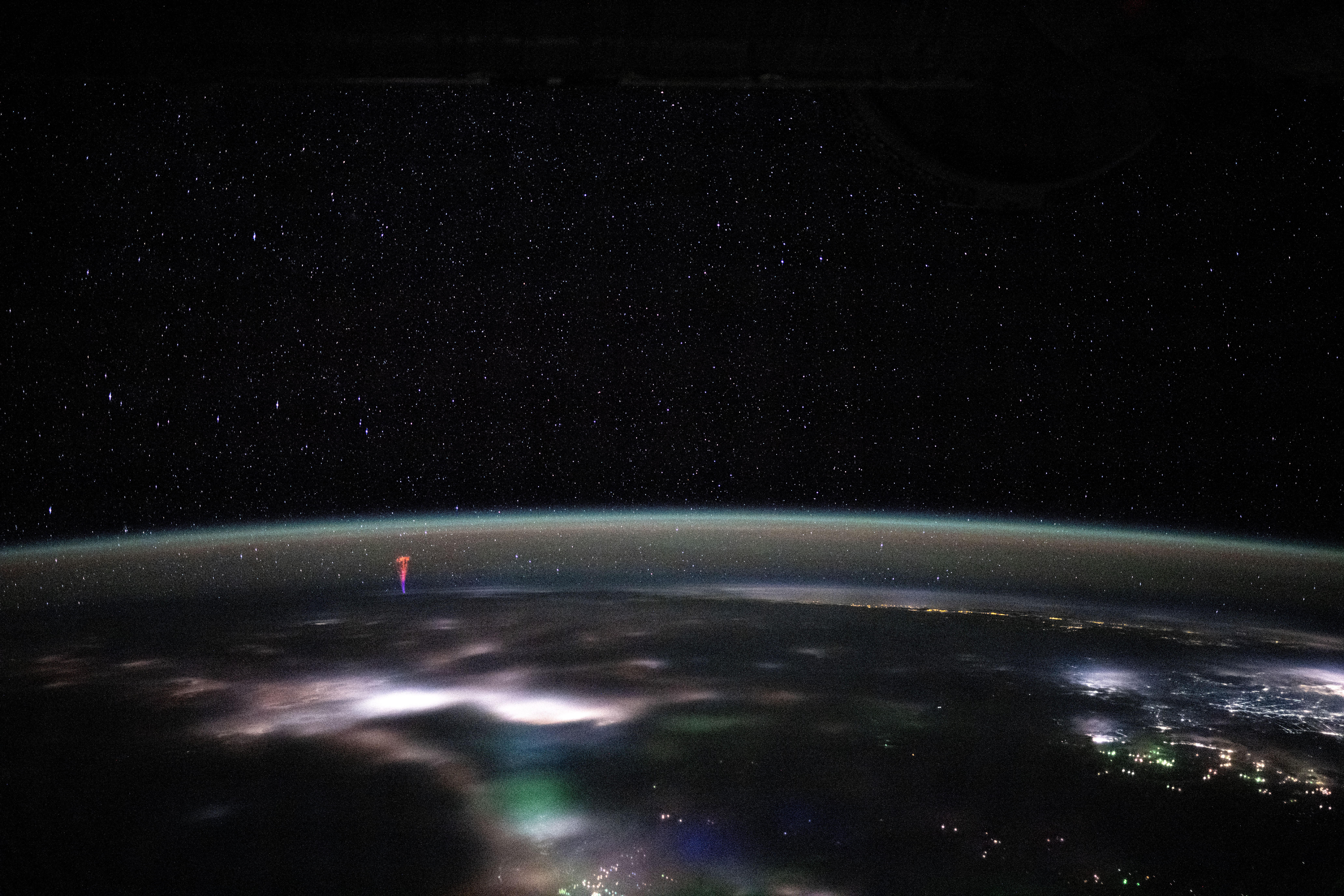
Um sprite sobre o Sudeste Asiático visto da Estação Espacial Internacional

Os sprites são a classe mais conhecida de eventos luminosos transientes, que ocorrem durante tempestades. São produzidos por campos elétricos quase-eletrostáticos gerados por relâmpagos que vão da nuvem para o solo. Podem ser observados por câmeras de alta sensibilidade CCD (charge-coupled device) que podem observar um evento destes a uma distância de até mil quilômetros. Os sprites formam-se acima das nuvens de tempestade, se estendem de 45 a 90 quilômetros de altitude e têm coloração laranja avermelhada.

## Resumo

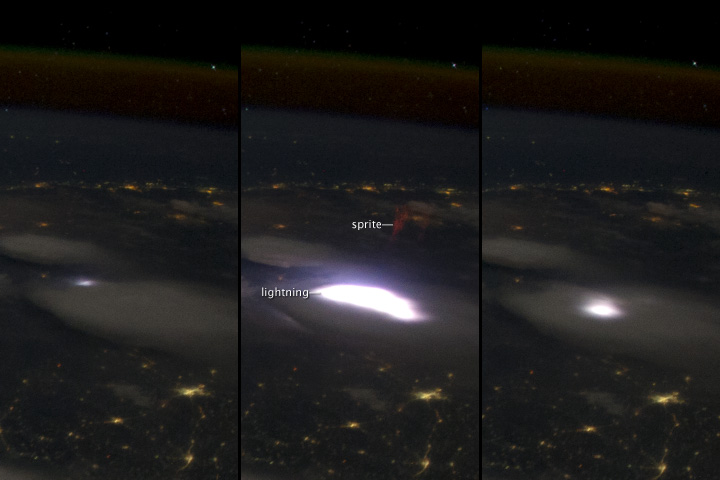
Um sprite sobre o Laos, visto da Estação Espacial Internacional

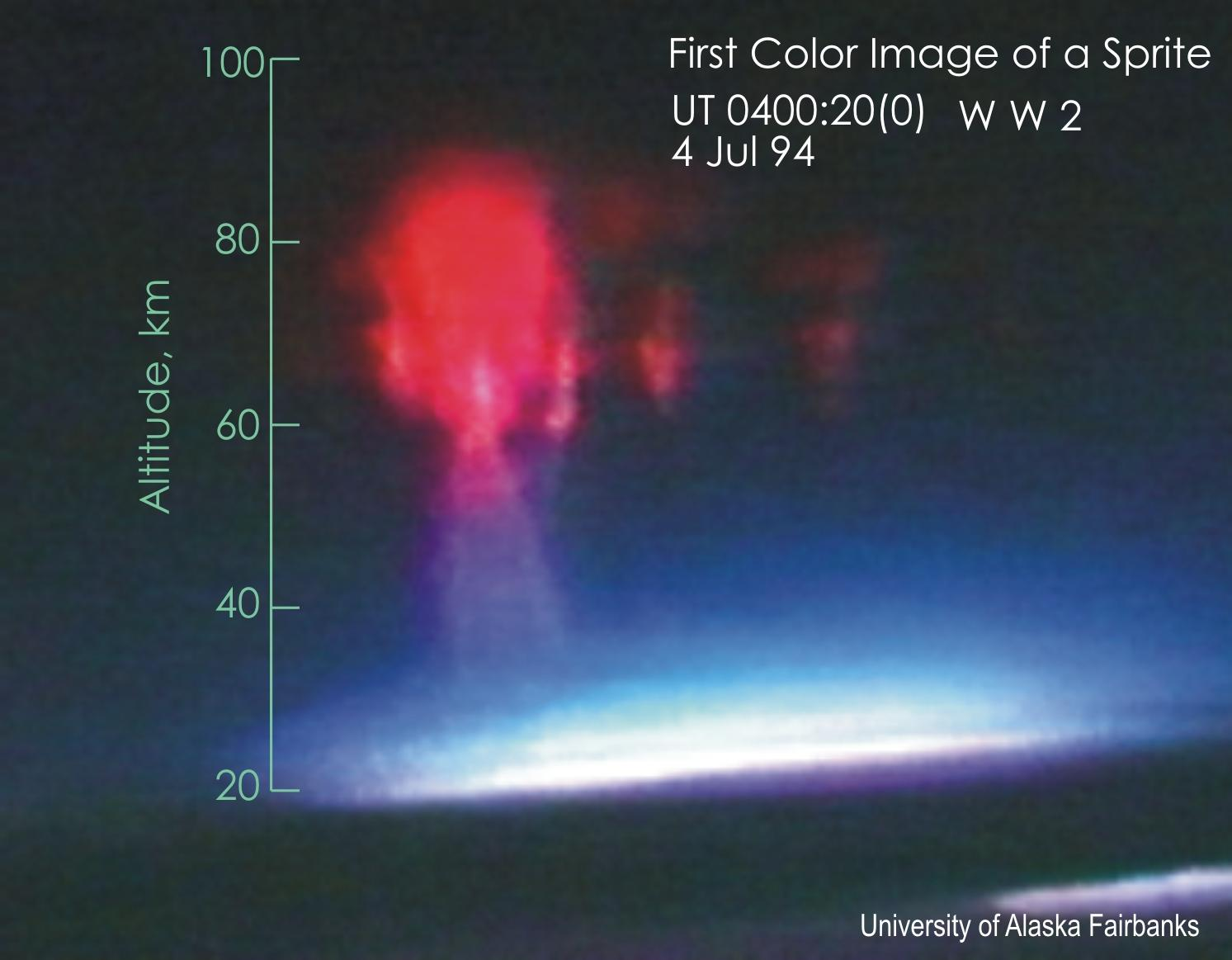
Primeira imagem colorida de um sprite, feita em 1994, tirada de uma aeronave

Os sprites aparecem como flashes luminosos vermelho-alaranjados. Eles geralmente ocorrem em aglomerados acima da troposfera em uma faixa de altitude de 50-90 km.  Relatos visuais esporádicos de sprites remontam pelo menos a 1886. Eles foram fotografados pela primeira vez em 4 de julho de 1989, por cientistas da Universidade de Minnesota. 
Os sprites são às vezes chamados incorretamente de evento luminoso transiente. No entanto, eles são fenômenos de plasma frio que não possuem temperaturas quentes como de relâmpagos troposféricos. Os sprites estão associados a vários outros fenômenos ópticos da alta atmosfera, incluindo blue jets e elves.

## História
O primeiro relato conhecido é de Toynbee e Mackenzie em 1886.  O ganhador do prêmio Nobel Charles Thomson Rees Wilson sugeriu em 1925, com base em fundamentos teóricos, que um colapso elétrico poderia ocorrer na atmosfera superior, e em 1956 ele testemunhou o que possivelmente poderia ter sido um sprite. Eles foram documentados fotograficamente pela primeira vez em 6 de julho de 1989, quando cientistas da Universidade de Minnesota , usando uma câmera de vídeo com pouca luz, acidentalmente capturaram a primeira imagem do que posteriormente seria conhecido como um sprite.
Vários anos após sua descoberta, eles foram chamados de sprites (espíritos do ar) em homenagem à uma entidade mitológica homônima com base em sua natureza elusiva.  Desde a captura de vídeo de 1989, os sprites foram fotografados do solo, de aeronaves e do espaço, e se tornaram objeto de investigações intensivas. Um vídeo de alta velocidade em destaque que foi capturado por Thomas Ashcraft, Jacob L Harley, Matthew G McHarg e Hans Nielsen em 2019 a cerca de 100.000 quadros por segundo, rápido o suficiente para fornecer melhores detalhes de como os sprites se desenvolvem. No entanto, de acordo com o blog APOD da NASA, apesar de ser registrado em fotografias e vídeos por mais de 30 anos, a "causa raiz" dos relâmpagos de sprites permanece desconhecida, "além de uma associação geral com relâmpagos positivos da nuvem para o solo". A NASA também observa que nem todas as tempestades exibem relâmpagos de sprites.

## Características

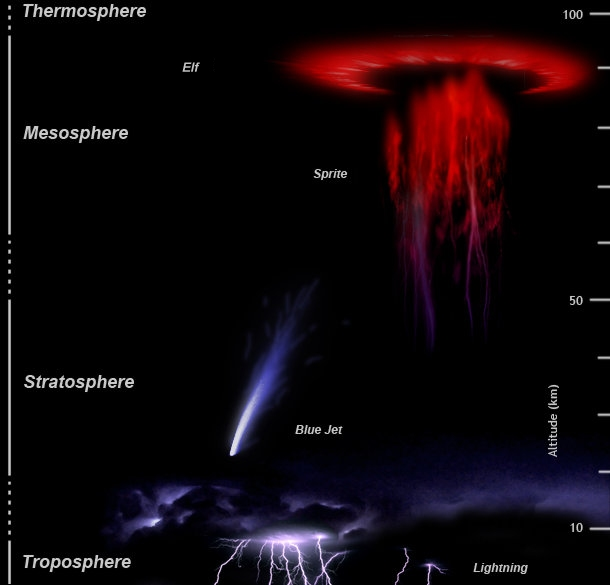
Diferentes tipos de fenômenos elétricos na atmosfera

Sprites foram observados na América do Norte, América Central, América do Sul, Europa, África Central ( Zaire ), Austrália, e Ásia e acredita-se que ocorram durante a maioria dos grandes sistemas de tempestades.
Os sprites são coloridos de laranja-avermelhado em suas regiões superiores, com gavinhas penduradas azuladas abaixo, e podem ser precedidos por um halo avermelhado. Eles duram mais do que as descargas estratosféricas normais mais baixas, que duram tipicamente alguns milissegundos, e são geralmente desencadeadas pelas descargas de raios positivos entre a nuvem de tempestade e o solo,  embora sprites gerados por flashes negativos no solo também tenham sido observados.  Eles geralmente ocorrem em grupos de dois ou mais, e normalmente abrangem a faixa de altitude de 50 a 90 quilômetros (31 a 56 milhas), com o que parecem ser gavinhas penduradas abaixo e galhos alcançando acima.
Para filmar sprites da Terra, condições especiais devem estar presentes: 150–500 km (93–311 mi) de visão clara para uma tempestade poderosa com relâmpagos positivos entre a nuvem e o solo, equipamento de gravação sensível ao vermelho e um céu preto sem iluminação. 

## Mecanismo
Os sprites ocorrem perto do topo da mesosfera a cerca de 80 km de altitude em resposta ao campo elétrico gerado por relâmpagos em tempestades subjacentes. Quando um raio positivo suficientemente grande carrega cargas para o solo, o topo da nuvem fica com uma carga líquida fortemente negativa. Isso pode ser modelado como um dipolo elétrico quase estático e por menos de 10 milissegundos um forte campo elétrico é gerado na região acima da tempestade. Na baixa pressão da mesosfera superior, a tensão de ruptura é drasticamente reduzida, permitindo que ocorra uma avalanche de elétrons. Os sprites obtêm sua cor vermelha característica da excitação do nitrogênio no ambiente de baixa pressão da mesosfera superior. Em pressões tão baixas, a extinção pelo oxigênio atômico é muito mais rápida do que a do nitrogênio, permitindo que as emissões de nitrogênio dominem, apesar de não haver diferença na composição. 

## Danos relacionados a aeronaves
Os sprites foram responsáveis por acidentes inexplicáveis envolvendo operações veiculares em alta altitude acima de tempestades. Um exemplo disso é o mau funcionamento de um balão estratosférico da NASA lançado em 6 de junho de 1989, de Palestine, Texas . O balão sofreu uma liberação de carga útil não comandada enquanto voava a 37.000 m sobre uma tempestade perto de Graham, Texas . Meses após o acidente, uma investigação concluiu que um "raio" viajando para cima das nuvens provocou o incidente.  A atribuição do acidente a um sprite foi feita retroativamente, uma vez que este termo não foi cunhado até o final de 1993.